# Costa Rica (kommun)
Costa Rica är en kommun i Brasilien.   Den ligger i delstaten Mato Grosso do Sul, i den södra delen av landet, 600 km sydväst om huvudstaden Brasília. Antalet invånare är 19 689.
Omgivningarna runt Costa Rica är huvudsakligen savann. Trakten runt Costa Rica är nära nog obefolkad, med mindre än två invånare per kvadratkilometer.